# Barbezières
Barbezières é uma comuna francesa na região administrativa da Nova Aquitânia, no departamento de Charente. Estende-se por uma área de 9,29 km². Em 2010 a comuna tinha 129 habitantes (densidade: 13,9 hab./km²).